# Тырля, Ионела
Ионела Тырля (род. 9 февраля 1976, Хорезу, Вылча) — румынская бегунья (бег на короткие дистанции, бег с барьерами, эстафетный бег), чемпионка и призёр чемпионатов Европы и мира, призёр летних Олимпийских игр 2004 года в Афинах, участница четырёх Олимпиад.

## Карьера
На летних Олимпийских играх 1996 года в Атланте Тырля выступала в беге на 400 метров с барьерами и заняла 7-е место (54.40 с).
На следующей Олимпиаде в Сиднее Тырля, выступая в той же дисциплине, стала 6-й с результатом 54.35 с.
На Олимпиаде в Афинах Тырля завоевала серебро в беге на 400 м с барьерами (53.38). В эстафете 4×400 метров команда Румынии, в которой выступала Тырля, заняла 6-е место.
На Олимпиаде 2008 года в Пекине Тырля стала пятой в беге на 200 метров (23.22).